# Medaille „Für die Befreiung Belgrads“

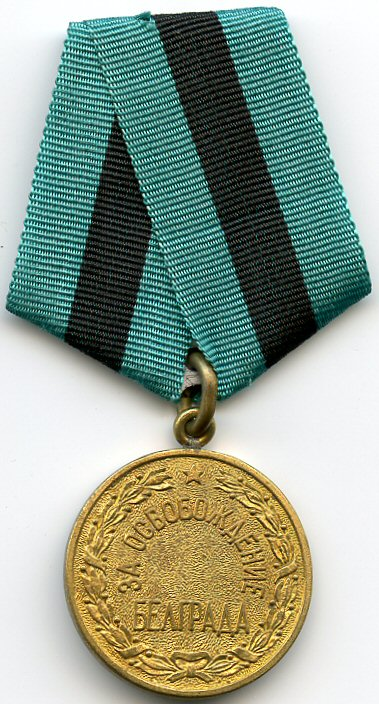
Medaille „Für die Befreiung Belgrads“ (Avers)

Die Medaille „Für die Befreiung Belgrads“ (russisch Медаль „За освобождение Белграда“) war eine sowjetische Auszeichnung während des Zweiten Weltkrieges im Zuge der Belgrader Operation, die auch zur Eroberung Belgrads durch die Rote Armee führte. Ihre Stiftung erfolgte am 9. Juni 1945 durch Josef Stalin.

## Aussehen und Trageweise
Die bronzefarbene Medaille zeigt auf ihrem Avers zwei unten gekreuzte, nach oben hin gebogene und offene Lorbeerzweige, die an ihrem unteren Kreuzpunkt durch eine angedeutete Schleife verbunden sind. Zwischen ihren oberen Enden prangt ein Sowjetstern. Mittig ist die halbkreisförmige, erhaben geprägte Umschrift: За освобождение (Für die Befreiung) zu lesen und waagerecht darunter Белграда (Belgrad). Das Revers zeigt die dreizeilige Inschrift: 20 / октября / 1944 (20. Oktober 1944), das Datum der Einnahme Belgrads.
Getragen wurde die Medaille an der linken oberen Brustseite des Beliehenen an einer langgestreckten pentagonalen stoffbezogenen Spange, deren Grundfarbe grün ist. In dieses Band ist senkrecht ein schwarzer Mittelstreifen eingewebt. Die dazugehörige Interimsspange ist von gleicher Beschaffenheit.

## Verleihung
Die Medaille wurde an etwa 70.000 Angehörige der Roten Armee verliehen, die an der Eroberung Belgrads beteiligt waren.